# Caloptilia rjabovi
Caloptilia rjabovi is een vlinder uit de familie van de mineermotten (Gracillariidae). De soort is endemisch voor Azerbeidzjan. De wetenschappelijke naam van de soort werd voor het eerst geldig gepubliceerd in 2001 door Kuznetzov & Baryshnikova.